# Echinopsis terscheckii

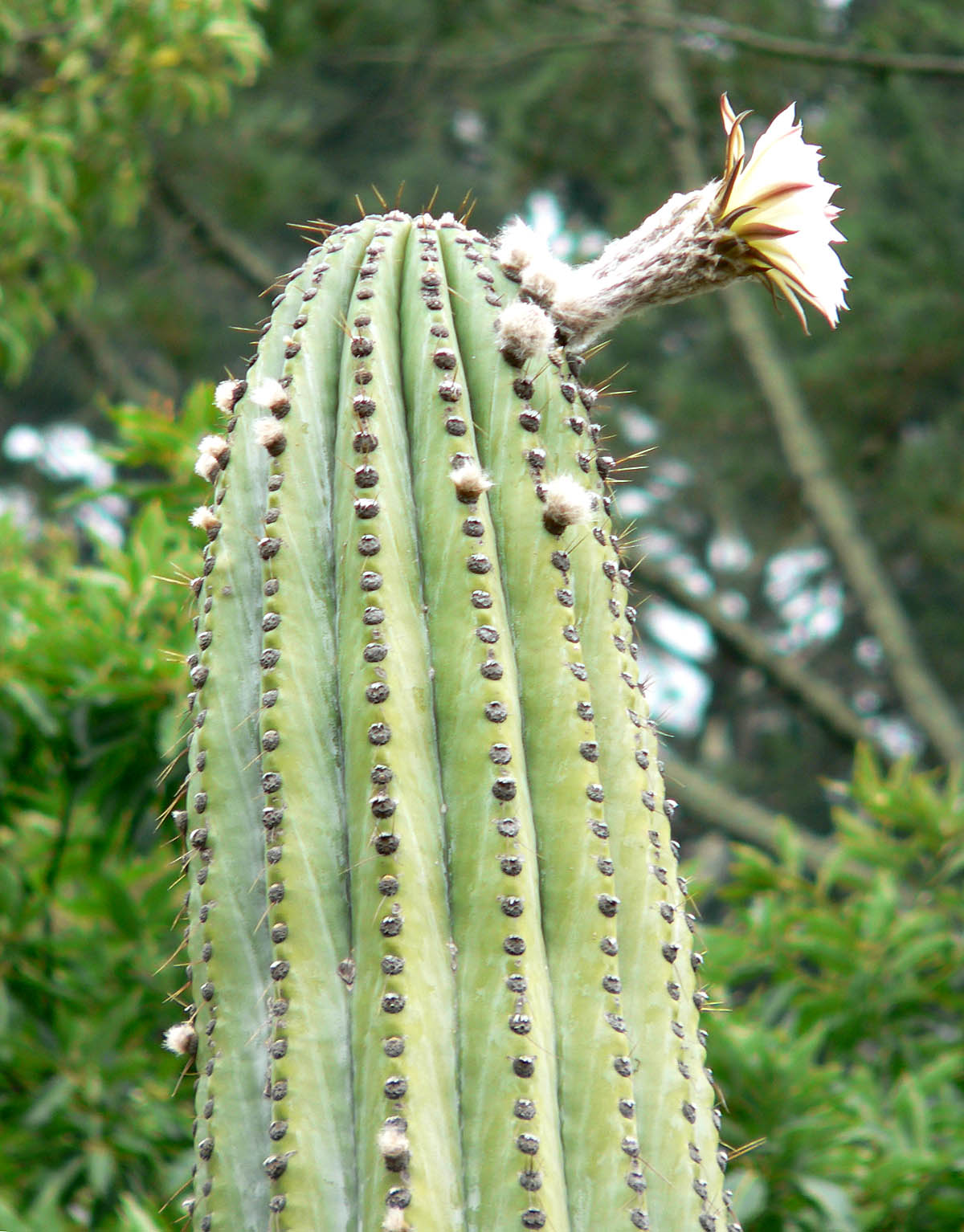
Planta amb flor

Echinopsis terscheckii és un cactus columnar de Sud-amèrica de la família dels cactus i del gènere Echinopsis. Destaca per ser el membre més gran d'aquest gènere, i per la seva notable similitud pel que fa a hàbit amb Carnegiea gigantea, del Desert de Sonora. No obstant, tant en la seva estructura interta com floral,  E. terscheckii  i Carnegiea gigantea són diferents. És originària del sud de Bolívia i el nord-oest de l'Argentina.
És un cactus arborescent, ramificat, molt robust, de fins a 12 m d'alçada. Les branques són cilíndriques, carnoses, verd clares, de 10-20 cm de diàmetre, amb 8-14 costelles. Les espines són groguenques, de 2-8 cm de longitud, amb una central que a vegades és absent, i de 8-15 radials. Les flors són blanques de 15-20 cm de longitud, amb forma d'embut, d'obertura nocturna; pericarpels i tub floral amb densos pèls axil·lars. El fruit és una baia carnosa de 4 cm de diàmetre, groguenca, amb la polpa dolça que amaga abundants llavors castanyes.
Es multiplica mitjançant llavors, de creixement lent, o mitjançant esqueixos. Molt resistent a l'aridesa extrema, creix entre els 700 i els 1.500 msnm. Considerat sagrat. Conté alcaloides. Requereix una temperatura mitjana mínima 10 °C, ple Sol, poca aigua i bon drenatge.

## Taxonomia
Echinopsis terscheckii va ser descrita per (Parm.) Friedrich i G.D.Rowley i publicada a l'International Organization for Succulent Plant Study Bulletin 3(3): 98, l'any 1974.

### Etimologia
- Echinopsis nom genèric que deriva d'echinos, "eriçó" o "eriçó de mar", i opsis, "aparença", en referència a la coberta densa d'espines que algunes d'aquestes plantes presenten.
- terscheckii epítet atorgat en honor de Carl Adolph Terscheck, jardiner del Palau Japonès a Dresden (Alemanya).[3]

### Sinonímia
- Cereus fercheckii J. Parm.
- Cereus terscheckii Parm. ex Pfeiff.
- Echinopsis terscheckii var. montana (Backeb.) K.Friedrich & G.D.Rowley
- Pilocereus terschenckii (Parm. ex Pfeiff.) Rumpler ex Pfeiff.
- Trichocereus terscheckii (Parm. ex Pfeiff.) Britton & Rose
- Trichocereus terscheckii var. montanus Backeb.[4]